# Sicose
A sicose, do grego σῦκον, figo, é a forma mais profunda da foliculite profunda e supurada. Ao contrário da ostiumfoliculitis, afeta mais profundamente o folículo piloso da face (região da barba) e nuca. O seu agente causal comum encontra-se em bactérias do género Staphylococcus ou Propionibacterium. Manifesta-se por pápulas e pústulas vermelhas ao redor do folículo; no entanto não costuma deixar cicatriz. Pode ter curso crónico e progressivo.

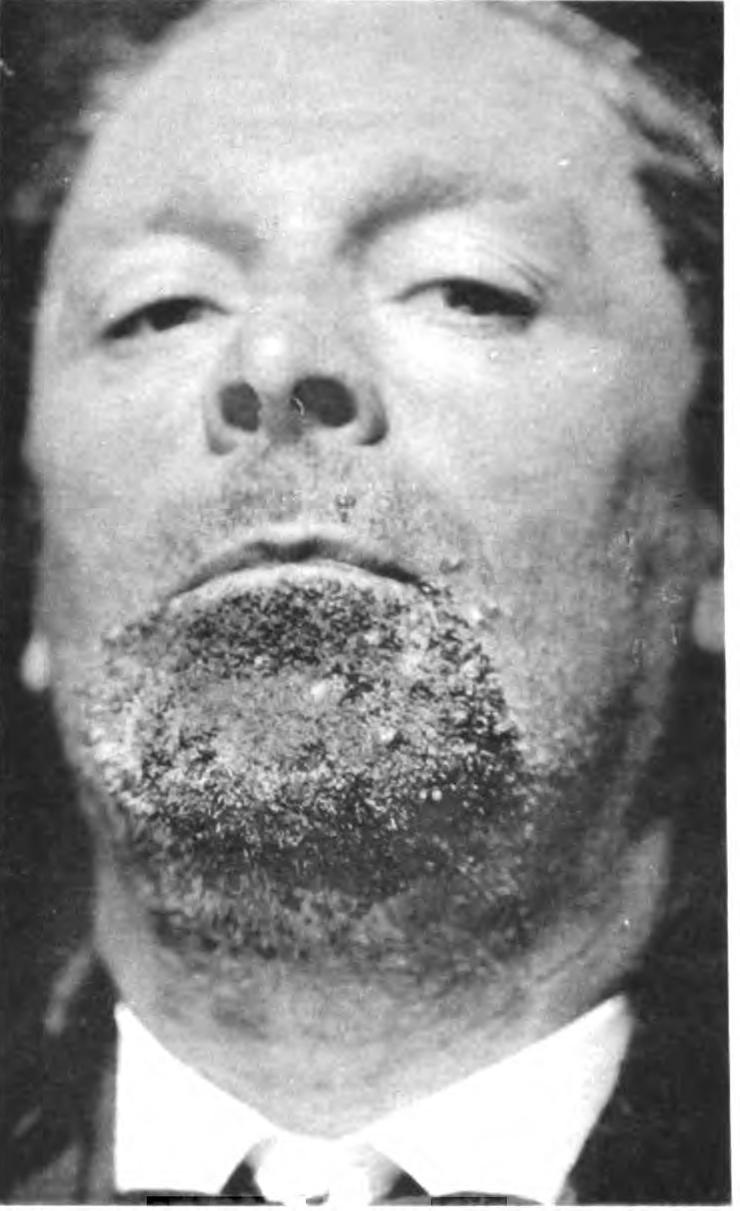
Sicose na barba de homem

Afeta principalmente a barba, sendo também conhecida como sicose da barba ou prúrigo do barbeiro (sicosis vulgaris), embora possa afetar os folículos do pescoço (sicosis nuchae).[carece de fontes?] Por vezes, a evolução crónica e que deixa marcas denomina-se sicose lupóide.